# Candidula setubalensis
Candidula setubalensis es una especie de molusco gasterópodo de la familia Hygromiidae del orden Stylommatophora.

## Distribución geográfica
Es endémica de Serra da Arrábida, cerca de Setúbal, en la margen derecha del estuario del río Sado (Portugal).